# Feldmusik Strättligen

Die Feldmusik Strättligen, aufgenommen zwischen 1895 und 1920

Die in der Stadt Thun in der Schweiz ansässige Feldmusik Strättligen, umgangssprachlich auch als Strättlig-Musig bezeichnet, ist ein als Verein organisiertes Blasorchester. Von 1958 bis 1991 wurde es vom national bekannten Dirigenten und Komponisten Jakob Bieri geleitet.

## Geschichte
Die Feldmusik Strättligen wurde im Jahr 1881 gegründet. Strättligen war damals noch eine eigenständige Gemeinde, die Eingemeindung in Thun erfolgte 1920. Im Jahr 1919 trat die Feldmusik Strättligen dem Berner Oberländischen Musikverband bei, 1921 dem Kantonalen sowie dem Eidgenössischen Musikverband. 1965 wurde das Blasorchester zum ersten Mal im Radio und 1972 zum ersten Mal im Schweizer Fernsehen, in einer Sendung von Margrit Hadorn, übertragen. In den Jahren 1981 und 1984 veröffentlichte es je eine Langspielplatte. Im September und November 1987 trat der Verein erneut im Schweizer Fernsehen auf, in der Gala für Stadt und Land mit Wysel Gyr. 2006 feierte der Verein sein 125-jähriges Bestehen und veröffentlichte die CD Musik ist Trumpf. 2013 wurde ein eigenes Probelokal eröffnet, das in einem unbenutzten Teil eines alten Bauernhauses errichtet wurde. 2019 war die Feldmusik Strättligen an der Organisation des Kantonalen Musikfestes beteiligt, welches in diesem Jahr in Thun stattfand.